# Балух Володимир Григорович
Володимир Григорович Балух (нар. 8 лютого 1971, Серебрянка, Роздольненський район, Кримська область, УРСР) — український громадський активіст, політичний в'язень путінського режиму. Після окупації Криму в 2014 році залишився громадянином України, відмовившись отримувати російський паспорт й покидати півострів. Був підданий переслідуванню тимчасовою окупаційною владою РФ у Криму через свою виразну проукраїнську позицію, а 8 грудня 2016 року був заарештований за зфабрикованою справою. Звільнений 7 вересня 2019 року в рамках обміну між Україною і РФ.

## Життєпис

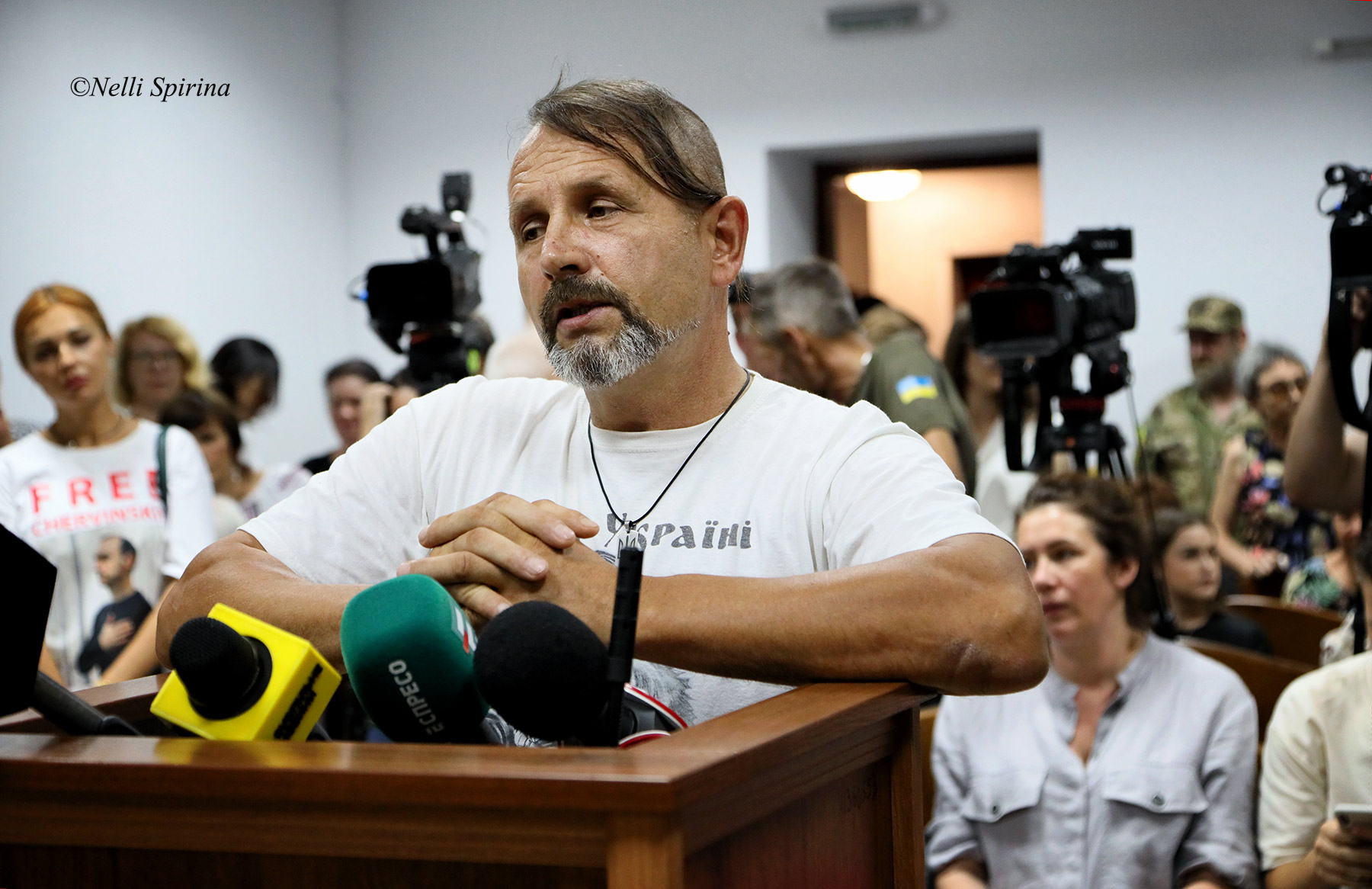
Володимир Балух виступає на засіданні по справі Романа Червінського в Шевченківському суді Києва. 18.07.2024.

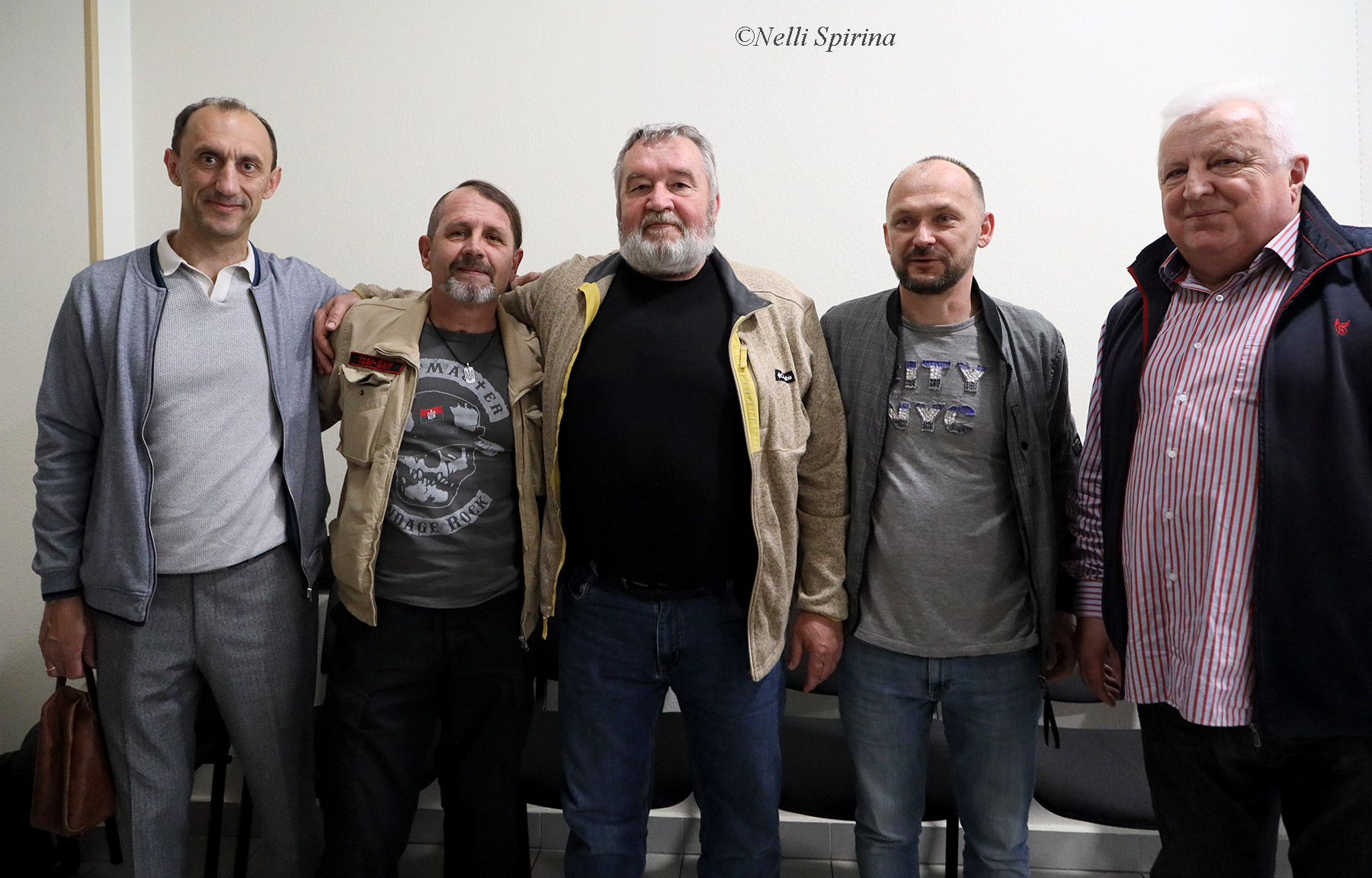
Полковник Роман Червінський, Володимир Балух, полковник Ілля Лапін та члени групи підтримки в Апеляціному суді Києва. 20.05.2025.

Володимир Балух народився 8 лютого 1971 року в селі Серебрянка Роздольненського (нині Перекопського) району Криму. Навчався в агроуніверситеті Сімферополя, потім працював інженером з водозбереження у місцевому колгоспі. Балух володіє двома ділянками землі, на яких вирощує пшеницю й має велике домашнє господарство.
У 2006 та 2010 роках Балух балотувався до Верховної Ради АРК від КУН.
Балух відмовився від отримання російського громадянства, залишившись громадянином України після початку тимчасової окупації Криму Росією. Відомий проукраїнською позицією, Балух постійно піддавався тиску з боку співробітників тимчасових окупаційних силових структур та окупаційної адміністрації, зокрема, за вивішування прапора України на своєму будинку і участь в акціях н апідтримку України.
З грудня 2013 року на садибі Балуха висить український прапор. Прапор окупаційна влада знімала двічі. 30 квітня 2015 року вперше, проте Балух відбув 10 діб арешту, і знову вивісив на даху прапор. 8 грудня 2016 року вдруге.
29 листопада 2016 року Балух розмістив табличку «Вулиця Героїв Небесної сотні 18» на стіні власного будинку, яку російська окупаційна влада вимагала зняти.

## Переслідування окупаційною владою
30 квітня 2015 року в помешканні Балуха був проведений обшук окупаційною владою, під час якого з даху будинку знімали український прапор. У протоколах обох обшуків вилучення українських прапорів не зафіксовано. Підставою для обшуку стала заява про крадіжку запчастин трактора Т-74 у селі Чернишове, яке знаходиться за 30 кілометрах від Серебрянки.
10 червня 2016 року, Балух був засуджений Роздольненським районним судом за ст. 319 КК РФ («Образа представника влади») до 320 годин обов'язкових робіт у зв'язку з тим, що він нібито образив співробітника поліції, який брав участь в проведенні у нього обшуку 14 листопада 2015 роки. Балух «підозрювався» в крадіжці автомобіля ВАЗ-2106. Під час «обшуку» Балуха було побито співробітниками окупаційних силових органів. Попри те, що санкція даної статті не передбачає позбавлення волі, постановою Роздольненського районного «суду» від 11 жовтня 2016 року покарання було замінено на 40 днів позбавлення волі з відбуванням покарання в колонії-поселенні.
8 грудня 2016 року в будинку Наталії Балух, колишньої дружини Володимира, у селі Серебрянка Роздольненського району Криму, співробітники ФСБ провели обшук. На горищі були нібито виявлені 89 «військових» набоїв калібру 5,45 × 39, виготовлених промисловим чином, з яких 19 набоїв були придатні для стрільби. У той же день щодо Балуха дізнавачем ОМВС по Роздольненському району старшим лейтенантом Ухіною Ольгою Миколаївною було порушено кримінальну справу за ч. 1 ст. 222 КК РФ («Незаконне зберігання і носіння вогнепальної зброї та боєприпасів»), Балуха було затримано.
9 грудня 2016 року Роздольненський районний суд в складі судді Абеляшева Олександра Віталійовича та прокурора Корольова Д. С. відклав на 72 години обрання запобіжного заходу щодо Балуха у зв'язку з тим, що той просив дати йому час знайти адвоката за угодою.
12 грудня 2016 року постановою Роздольненського районного суду, що засідав в тому ж складі, щодо Володимира Балуха було обрано запобіжний захід у вигляді утримання під вартою на термін до 6 січня 2017 року. Суд залишив без уваги той факт, що процесуальні документи були складені з істотними порушеннями.
Представники низки правозахисних та інших громадських організацій звернулися 12 грудня 2016 року до керівництва Української держави із закликом вжити усіх політичних, юридичних та дипломатичних засобів задля порятунку співвітчизника Володимира Балуха.
13 грудня 2016 року Балуху було пред'явлено звинувачення за ч. 1 ст. 222 КК РФ. 27 грудня 2016 року запобіжний захід було продовжено до 5 лютого 2017 року, 3 лютого — до 4 березня 2017 року, 2 березня — до 4 червня 2017 року.
МЗС України засудило продовження арешту в Криму громадянину України Володимиру Балуху.
16 червня 2017 року Роздольненський районний суд виніс рішення про продовження утримання під вартою до 4 вересня 2017 року. Суд не побачив порушення права на захист у відсутності одного з адвокатів Володимира Балуха, та видалив із зали сестру підсудного, що назвала справу сфабрикованою. Викликані раніше як свідки працівники ФСБ Росії знову не з'явилися до суду, не подавши при цьому документів, що підтверджували б причину відсутності. Суддя відмовилася вимагати від управління ФСБ цих доказів.
20 липня 2017 року, під час суду, Володимира Балуха відвідав Архієпископ Сімферопольський і Кримський УПЦ КП Климент.
4 серпня 2017 року Роздольненський районний суд анексованого Криму засудив Володимира Балуха до 3 років і 7 місяців колонії загального режиму.. В останньому слові він заявив: «Я не хочу, щоб колись мої нащадки, діти всієї України, дорікнули мені у тому, що я десь малодушничав, виявив слабкість».
7 вересня 2019 року був звільнений в рамках обміну між Україною і РФ.

### Побиття у вересні 2020
Вночі проти 8 вересня 2020-го Балуха побили, його знайшли лише зранку. У важкому стані, його помістили до лікарні. Зловмисником виявився місцевий мешканець, 1988 року народження. 19 вересня нападника затримали поліціянти, йому повідомлено про підозру у скоєнні кримінального правопорушення, передбаченого ч. 1 ст. 121 (Умисне тяжке тілесне ушкодження) ККУ, підозрюваного було заарештовано терміном на два місяці, він визнав вину і відмовився від адвоката. За словами нападника, конфлікт із потерпілим відбувся на побутовому підґрунті.
З початком повномасштабного вторгнення Росії в Україну вступив до сил територіальної оборони ЗСУ.

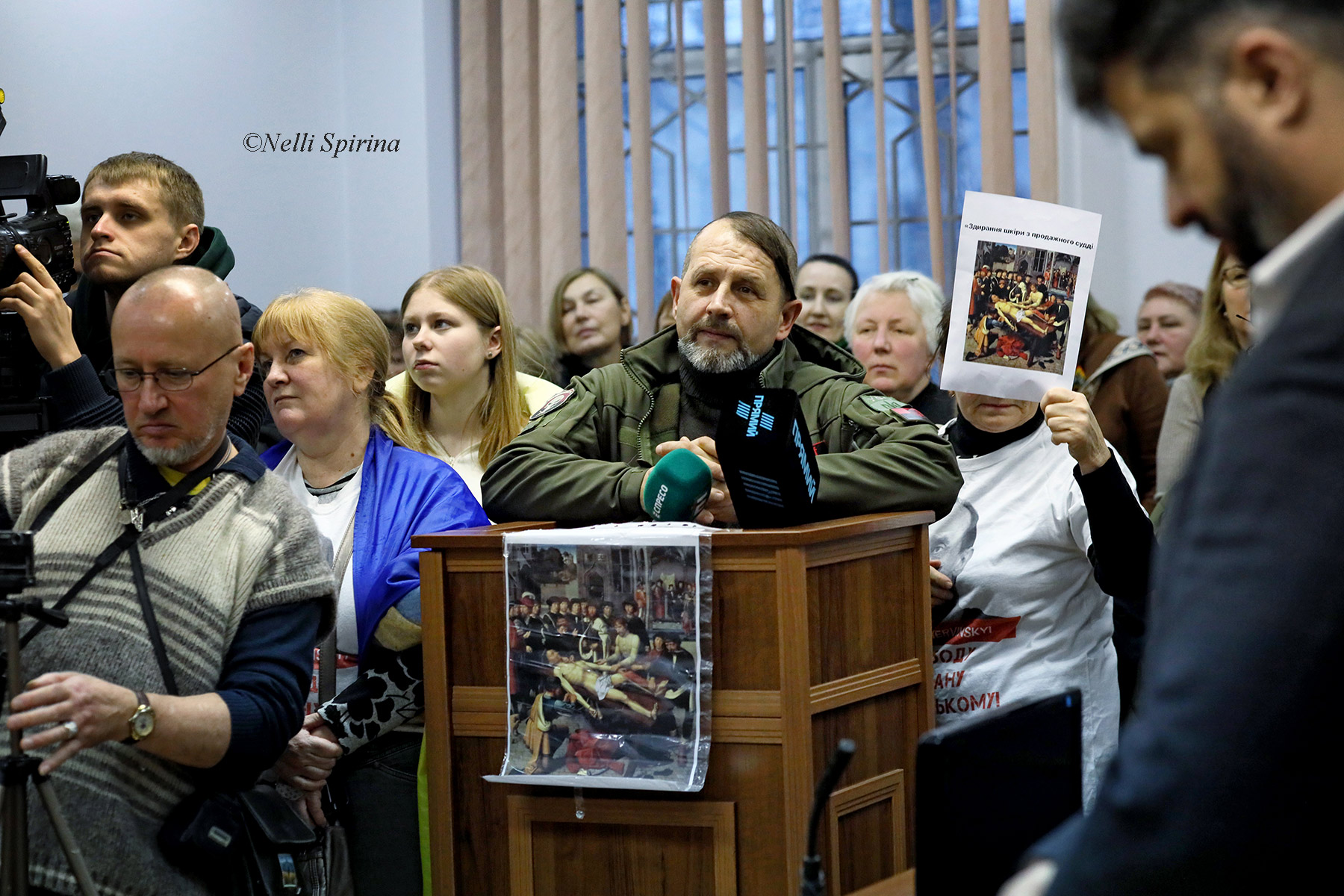
Балух на суді по справі Червінського в Апеляційному суді Києва, 3 січня 2024 року

В українських судах підтримує полковника Романа Червінського.

## Резолюція Генасамблеї ООН
22 грудня 2018 року Генеральна Асамблея ООН ухвалила чергову резолюцію (№ А/С.3/73/L.48) «Ситуація з правами людини в Автономній Республіці Крим та місті Севастополь, Україна», у якій висловила «глибоке занепокоєння повідомленнями про те, що з 2014 року влада Росії використовує тортури для отримання підроблених свідчень у політично мотивованих переслідуваннях, включно зі справою українського режисера Олега Сенцова, висловлюючи глибоке занепокоєння подальшими затриманнями і арештами Росією українських громадян, включно з Володимиром Балухом та Еміром-Усеїном Куку». Резолюції ООН вкрай рідко містять імена конкретних політв'язнів. Серед останніх відомих випадків в історії організації — згадка дисидентів Нельсона Мандели (ПАР) та Аун Сан Су Чжі (М'янма).